# Уле Дідрік Бломберг
Уле Дідрік Бломберг (норв. Ole Didrik Blomberg, нар. 12 червня 2000, Берген, Норвегія) — норвезький футболіст, півзахисник клубу «Буде-Глімт».

## Ігрова кар'єра
Уле Дідрік Бломберг є вихованцем футбольної школи клубу «Бранн», з якого він у віці 16 років перейшов до «Гнейста». У грудні 2018 року футболіст перейшов до «Осане», з яким у першому ж сезоні виграв турнір третього дивізіону і підвищився до ОБОС-ліги, де провів наступні два сезони. 
У вересні 2020 року Бломберг підписав трирічний контракт з «Бранном» і 4 жовтня 2020 року в поєдинку проти «Молде» дебютував у вищому дивізіоні. В січні 2023 року контракт з клубом було продовжено до 2025 року. В 2023 році Бломберг забив переможний гол «Бранна» у фіналі Кубка Норвегії.
Перед початком сезону 2025 року Бломберг перейшов до склад чинного чемпіона країни «Буде-Глімт».

## Титули
Бранн
 Переможець Кубка Норвегії: 2023